# Roczniki wielkopolskie

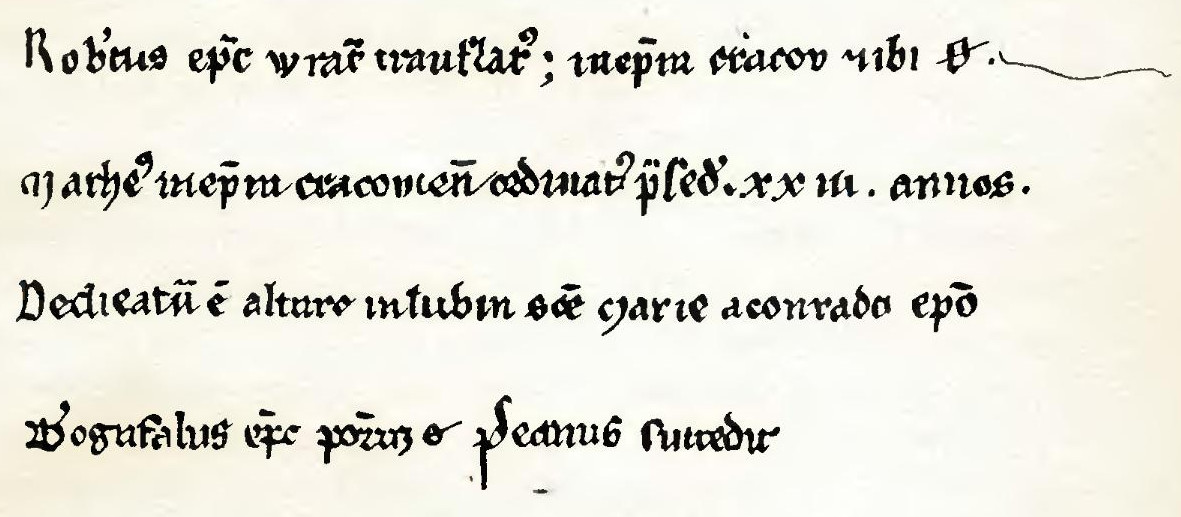
Rocznik lubiński. XIX-wieczna litografia Rękopisu berlińskiego, Królewska Biblioteka w Berlinie.

Roczniki wielkopolskie – zbiór roczników średniowiecznych, pochodzących z terenu Wielkopolski, zapisanych między XII a początkiem XVI wieku. Roczniki te powstały w środowiskach katedralnych Poznania i Gniezna, a także opactwie benedyktyńskim w Lubiniu oraz klasztorze franciszkańskim w Kaliszu. Obejmują okres od roku 731 do 1501. Dla współczesnych historyków są jednym z podstawowych źródeł do odtworzenia historii Polski średniowiecznej.
Oryginalne, najstarsze  wielkopolskie zapiski rocznikarskie – pochodzące z X i XI wieku – zaginęły. Ich treść prawdopodobnie została przejęta przez rocznikarstwo krakowskie i tak zrosła się z tradycją państwową, że nie jest traktowana jako historiografia dzielnicowa Wielkopolski. Współcześni badacze pod nazwą Roczniki wielkopolskie rozumieją te zapiski, których początki sięgają okresu rozbicia dzielnicowego i które były kontynuowane w następnych wiekach w Wielkopolsce.

## Zawartość

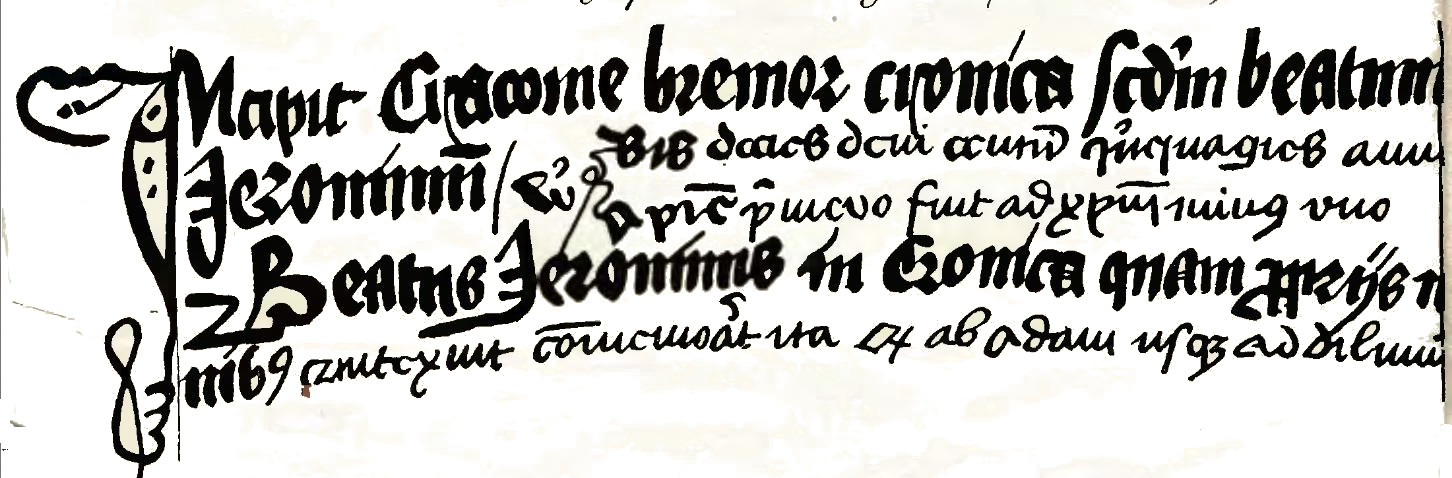
Rocznik krótki. Rękopis sieniawski, Biblioteka Książąt Czartoryskich, karta 102.

Zbiór Roczników wielkopolskich dzieli się na trzy grupy. Pierwsza to roczniki przepisane w zbiorze Wielkiej kroniki, zredagowanym w końcu XIV wieku. Drugą stanowią roczniki zapisane w osobnych rękopisach. Do trzeciej grupy należą roczniki niezachowane do współczesności, z których jeden udało się badaczom zrekonstruować.
Roczniki zachowane w zbiorze Wielkiej kroniki
1. Rocznik wielkopolski, lata 730–1191.
2. Rocznik kapituły gnieźnieńskiej (dawniej znany jako Rocznik kapituły poznańskiej II), lata 1192–1247.
3. Rocznik kapituły poznańskiej (dawniej znany jako Rocznik kapituły poznańskiej I), lata 965–1309.
4. Spominki gnieźnieńskie (dawniej znane jako Spominki gnieźnieńskie część 3 i Spominki mieszane), lata 1314–1347, 1333–1395 i luźne noty.
5. Kalendarz włocławski i Spominki włocławskie, lata 1323–1366, 1268, 1296 i luźne noty.
6. Rocznik krótki, lata 965–1283.
7. Kroniczka krakowska, lata 1202–1377.

Roczniki zachowane osobno
1. Rocznik lubiński, lata 1143–1275.
2. Spominki poznańskie, lata 1274, 1278, 1257, 1265.
3. Rocznik poznański I, starszy, lata 929–1341.
4. Rocznik poznański II, młodszy, lata 1241–1501, 1464.

Roczniki zaginione
1. Rocznik kaliski, lata 1250–1296 – zrekonstruowany, tekst zachował się we franciszkańskich Rocznikach małopolskich.

## Rękopisy i wydania
Roczniki przekazane przez Wielką kronikę zachowały się w jej dziewięciu rękopisach, jednak nie wszystkie teksty są jednakowe. Część kopistów opuszczała lub streszczała niektóre fragmenty. Dla pozostałych roczników zachowały się pojedyncze rękopisy. Rękopisy Roczników poznańskich, starszego i młodszego, zaginęły w XX wieku. Ich treść znana jest współcześnie tylko z postaci drukowanej nadanej im w XIX wieku przez Wojciecha Kętrzyńskiego. Tekst Rocznika kaliskiego został zrekonstruowany na podstawie różnych redakcji Roczników małopolskich i Rocznika Trzaski przez Brygidę Kürbis w 1962 roku.
Różne dzieła wchodzące w skład zbioru Roczników wielkopolskich zostały wydane przez Augusta Bielowskiego w 1872 roku i Wojciecha Kętrzyńskiego w 1878 roku. W 1962 roku całość na nowo opracowała, zebrała w jednym tomie i wydała Brygida Kürbis, przy współpracy Gerarda Labudy.